# Kazuo Yamada
Kazuo Yamada (Tokyo, 19 ottobre 1912 – Tokyo, 13 agosto 1991) è stato un compositore e direttore d'orchestra giapponese.

## Biografia
Nacque a Tokyo nel 1912. Iniziò gli studi presso la Gakushūin, istituto della corte imperiale e delle famiglie imperiali ed in seguito all'Università delle arti di Tokyo (ex Tokyo Music School). Studiò pianoforte con Leo Sirota e Paul Weingarten e composizione con Klaus Pringsheim, diplomandosi tra i migliori della sua classe. Come compositore formò l'orchestra Promethée. Nel 1937 ricevette il primo premio dalla Japan Broadcasting Corporation per le sue opere di musica sinfonica, mentre nel 1938 fu anche premiato dalla New Symphony Orchestra per il suo poema sinfonico Songs that youth can sing, Canzoni che i giovani possono cantare, e il Weingarten Award per il poema sinfonico Kiso. Studiò tecnica di direzione sotto la guida di Józef Rosenstock e nel 1940 debuttò come direttore della New Symphony Orchestra.
Nel 1942 fu nominato direttore della Japan Symphony Orchestra riorganizzata nella New Symphony Orchestra, attualmente definita NHK Symphony orchestra, contribuendo al miglioramento professionale degli orchestrali per i successivi 13 anni. Nel 1949 fu premiato con il Mainichi Music Award per la prima giapponese dell'opera Hänsel e Gretel sponsorizzata da NHK. Determinante il suo contributo in Giappone a molte prime di opere come le Sinfonie n. 2 e n. 8 di Gustav Mahler, la Sinfonia n. 5 di Dmitrij Dmitrievič Šostakovič, Don Quixote, Op. 35 di Richard Strauss, Sei pezzi per orchestra, Op. 6 di Webern, The Rite of Spring, il Rito della Primavera (di Igor' Fëdorovič Stravinskij, Le roi David, Re Davide di Arthur Honegger e Sept haïkaï, Haïkaï di Settembre di Messiaen.
Il graduale successo delle sue attività all'estero iniziò a partire dal 1955 anno in cui diresse, come ospite, orchestre europee come l'Orchestra sinfonica dell'URSS, la Filarmonica slovacca, la Filarmonica di Dresda, nonché orchestre nel Nord e Sud America e Sud Africa. Inoltre nel 1988 registrò con la Vienna Orchestra Sinfonica. 
Nel 1976 fu insignito dal Governo giapponese della medaglia con il nastro viola per l'eccellenza artistica, mentre nel 1978 confermò il suo talento e la sua eccellenza nella serie di spettacoli World of Kazuo Yamada. Nel 1979 fu inoltre insignito del Minister of Education Award for Fine Arts dell'Ordine del Sol Levante, Raggi dorati con rosetta, nel 1984 del premio Quarta Classe e nel 1986 del Premio dell'accademia d'arte del Giappone.
Ricoprì diversi incarichi chiave come direttore residente capo e consigliere artistico dell'Orchestra sinfonica di Kyoto, direttore artistico dell'Orchestra sinfonica di Gunma, direttore onorario della Japan Shinsei Symphony Orchestra, direttore musicale del coro Nissho , presidente della Società di Mahler del Giappone, professore nell'Università delle arti di Tokyo. Tenne edibizioni come direttore ospite in Giappone e all'estero. Nel 1991 fu nominato direttore musicale della Filarmonica Kanagawa e vi rimase fino alla sua improvvisa scomparsa avvenuta il 13 agosto dello stesso anno all'età di 78 anni.
Nel 2011 fu pubblicata una registrazione dal vivo di Yamada mentre dirige la Sinfonia n. 9 di Mahler con la New Japan Philharmonic, un quarto di secolo dopo la performance del 1986, che ricevette il Gran Premio per la registrazione al Festival delle Arti del Ministero della Cultura giapponese.

## Opere maggiori
- Sonata per violino
- Sonata per violoncello solo
- Quartetto d'archi n. 1
- Notturno per flauto e pianoforte
- Da Soshigaya per voce e pianoforte